# 马洛萨讷
马洛萨讷（法語：Malaussanne，法語發音：[malosan]）是法国大西洋比利牛斯省的一个市镇，位于该省北部，和朗德省接壤，属于波城区。

## 地理
马洛萨讷（43°33'32"N, 0°28'23"W）面积17.49 平方千米，位于法国新阿基坦大区大西洋比利牛斯省，该省份为法国东南部省份，涵盖了贝阿恩与北巴斯克，西临大西洋比斯開灣，北至朗德省，东北接热尔省，东临上比利牛斯省，南与西班牙接壤。
与马洛萨讷接壤的市镇（或旧市镇、城区）包括：阿尔布卡沃、拉卡然特、芒村、蒙热、菲隆当、卡比多斯、蒙塔居特。
马洛萨讷的时区为UTC+01:00、UTC+02:00（夏令时）。

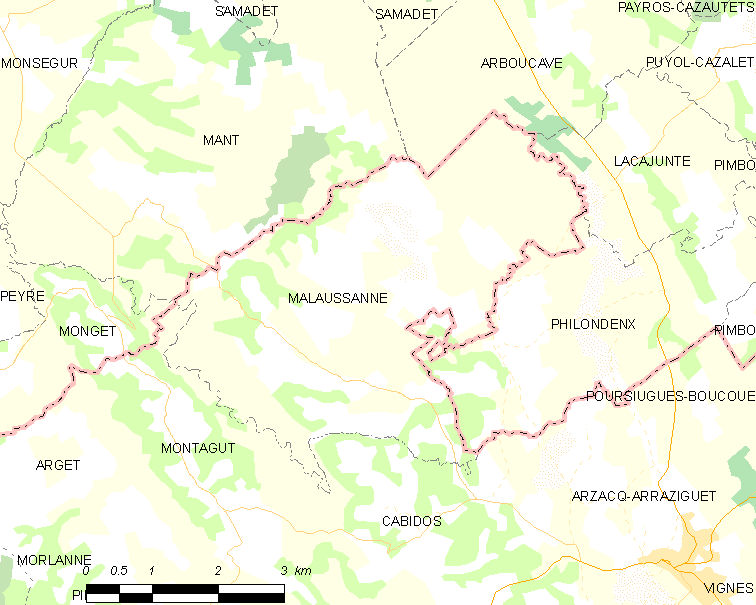
马洛萨讷的OSM定位图

## 行政
马洛萨讷的邮政编码为64410，INSEE市镇编码为64365。

## 政治
马洛萨讷所属的省级选区为阿尔蒂克斯和苏贝斯特尔地区县。

## 交通
大西洋比利牛斯省省道D664线经过市中心。

## 人口

1962-2008年间马洛萨讷人口变化图示

马洛萨讷于2022年1月1日时的人口数量为444人。